# Henderson County (Texas)
 For alternative betydninger, se Henderson County. (Se også artikler, som begynder med Henderson County)
Henderson County er et county i den østlige del af den amerikanske delstat Texas. Det administrative centrum er byen Athens. Henderson County grænser op mod Kaufman County og Van Zandt County i nord, Smith County i øst, Cherokee County i sydøst, Anderson County i syd, Freestone County i sydvest, Navarro County i vest og mod Ellis County i nordvest.
Henderson Countys totale areal er 2.458 km², hvoraf 194 km² er vand. I år 2000 var indbyggertallet 73.277 indbyggere. Henderson County er opkaldt efter sin guvernør James Pinckney Henderson.
32°13′N 95°51′V / 32.21°N 95.85°V